# TAP Air Portugal
TAP Air Portugal er det nationale portugisiske flyselskab med base i Lissabon. Selskabet blev startet i 1945 under navnet Transportes Aéreos Portugueses (TAP). I dag har selskabet ruter over det meste af verden og blev i 2005 medlem af Star Alliance.